# Polojski Varoš
 Polojski Varoš  falu  Horvátországban Károlyváros megyében. Közigazgatásilag Cetingradhoz tartozik.

## Fekvése
Károlyvárostól 38 km-re délkeletre, községközpontjától 2 km-re északnyugatra, a Kordun területén  fekszik.

## Története
A településnek 1857-ben 97, 1910-ben 108 lakosa volt. Trianonig Modrus-Fiume vármegye Szluini járásához tartozott.
2011-ben 43  lakosa volt.

## Lakosság
| Lakosság változása | Lakosság változása | Lakosság változása | Lakosság változása | Lakosság változása | Lakosság változása | Lakosság változása | Lakosság változása | Lakosság változása | Lakosság változása | Lakosság változása | Lakosság változása | Lakosság változása | Lakosság változása | Lakosság változása | Lakosság változása |
| ------------------ | ------------------ | ------------------ | ------------------ | ------------------ | ------------------ | ------------------ | ------------------ | ------------------ | ------------------ | ------------------ | ------------------ | ------------------ | ------------------ | ------------------ | ------------------ |
| 1857               | 1869               | 1880               | 1890               | 1900               | 1910               | 1921               | 1931               | 1948               | 1953               | 1961               | 1971               | 1981               | 1991               | 2001               | 2011               |
| 97                 | 0                  | 0                  | 92                 | 77                 | 108                | 117                | 157                | 92                 | 154                | 160                | 128                | 0                  | 0                  | 50                 | 43                 |